# Gymnogryllus cylindricollis
Gymnogryllus cylindricollis är en insektsart som först beskrevs av Bolívar, I. 1910.  Gymnogryllus cylindricollis ingår i släktet Gymnogryllus och familjen syrsor. Inga underarter finns listade i Catalogue of Life.